# Rauw Alejandro
Raúl Alejandro Ocasio Ruiz (San Juan, 10 de enero de 1993), conocido artísticamente como Rauw Alejandro, es un cantautor, bailarín, productor y empresario puertorriqueño. Pertenece a la «nueva generación» de artistas puertorriqueños. Su álbum de estudio debut es Afrodisíaco, estrenado en 2020, mientras que su segundo álbum de estudio, Vice Versa, estrenado en junio de 2021, contó con el sencillo principal, el éxito «Todo de ti». Ha ganado un Premio Grammy Latino de cuatro nominaciones.
El artista fue reconocido por Rolling Stone como superestrella en ascenso del Reggaeton.

## Biografía
Raúl Alejandro Ocasio Ruiz nació en San Juan y fue criado entre Canóvanas y Carolina, Puerto Rico. Su padre, el guitarrista Raúl Ocasio, y su madre, la corista María Ruiz, le presentaron algunas de sus influencias musicales como los estadounidenses Elvis Presley, Michael Jackson y Chris Brown. Durante muchos años, él y su padre vivieron en los Estados Unidos, principalmente en Miami y la ciudad de Nueva York, donde se inspiró en los géneros R&B y dancehall. Alejandro y el también rapero puertorriqueño Anuel AA son amigos desde la infancia; ambos iban a la misma escuela y tenían clases juntos.
Cuando era niño, compitió en los concursos de talentos de la escuela porque le apasionaba bailar. Después de graduarse de la escuela secundaria, se matriculó en la Universidad de Puerto Rico. Desde los seis años hasta los veinte, también jugó al fútbol, pero luego lo dejó porque «no podía desempeñarse como esperaba» y sufrió una lesión a los veinte años; se mudó a Orlando, Florida para intentar ser descubierto para jugar en la Premier Development League (PDL), pero finalmente no tuvo éxito. Después de dejar el fútbol, quedó sumido en una ligera depresión, por lo que para mejorar su estado de ánimo decidió cambiarse a actor, una carrera en la cual duró sólo dos meses, y como ya no quiso actuar inició una carrera musical y comenzó a publicar canciones a través de SoundCloud en 2014.

## Trayectoria musical

### 2014-2017: Inicios
Comenzó su carrera en 2014 con la canción «Inevitable» y se mantuvo en los años siguientes lanzando canciones como «Eso que tienes», «Días así», «No me hagas esperar» y «I.D.G.F.» en 2015 y «Pa' serio», «Como nunca», «Mala mía», «Back To Sleep» y «Misiones» en 2016. Lanzó su primer mixtape titulado Punto De Equilibrio en 2016, el cual contó con las colaboraciones de Myke Towers, Álvaro Díaz, Joyce Santana y Rafa Pabön.
Lanzó canciones en 2017 como «La oportunidad», «Las justas», «Ahora dice», «Tómalo», «Luz roja», «Ta' moja», «Estamos mal», «Se hace tarde» y «Toda» junto a Alex Rose, el cual contó con una remezcla en 2018 con Cazzu, Lenny Tavárez y Lyanno. Esta remezcla cuenta con más de 300 millones de reproducciones en Spotify y más de 1.000 millones en YouTube.

### 2018-2020: Internacionalización yTrap Cake
En 2018, publicó su versión de la canción «Tú te imaginas» de De la Ghetto con el que ganó reconocimiento. Participó en canciones como «Pa' tu casa» y «Luz apagá», con los que logró consolidarse aún más. Sin embargo, con el lanzamiento de los sencillos «Que le dé» en colaboración con Nicky Jam, El sencillo «Fantasías» con Farruko, «El efecto» junto a Chencho Corleone de Plan B, además de su remezcla que contó con Bryant Myers, Dalex, Kevvo y Lyanno, lo lanzaron al reconocimiento en todo el continente a fines del año 2019.[cita requerida]
En 2019, lanzó su primer EP titulado Trap Cake, el cual contó con participaciones de artistas como Cazzu, De la Ghetto, Jon Z, Darell, Lary Over, entre otros.

### 2020-presente:Afrodisíaco,Vice Versa,Trap Cake, Vol. 2, Saturno y Cosa nuestra
En 2020, publicó su primer álbum de estudio titulado Afrodisíaco, el cual contó con las colaboraciones de Anuel AA, J Balvin, Zion & Lennox, Sech, Wisin & Yandel, Arcángel, Randy, Trippie Redd, entre otros.
En 2021, lanzó una de sus canciones más exitosas «Todo de ti», el cual alcanzó el puesto número dos en Top Songs Global en Spotify, cosechó seis discos de platino en Estados Unidos, cuatro en España y múltiples discos de oro, algunos en Argentina o México.[cita requerida] A raíz del éxito del mismo, lanzó su segundo álbum de estudio titulado Vice Versa, que consiguió el número uno en España, además de obtener la certificación de platino en el país anglosajón tras superar las 60.000 unidades de dicho material. En otros países como Colombia o Perú, obtuvo la certificación de platino y oro, siendo el álbum más vendido del cantante hasta la fecha.[cita requerida]
En septiembre de 2021, participó como invitado especial en el último capítulo de La reina del flow 2 en un concierto multitudinario junto con el resto de los personajes del programa.[cita requerida] Al mes siguiente, colaboró con la cantante argentina Nicki Nicole en el sencillo «Sabe» y luego en diciembre estrenó «Desesperados» con el cantante Chencho Corleone.[cita requerida]

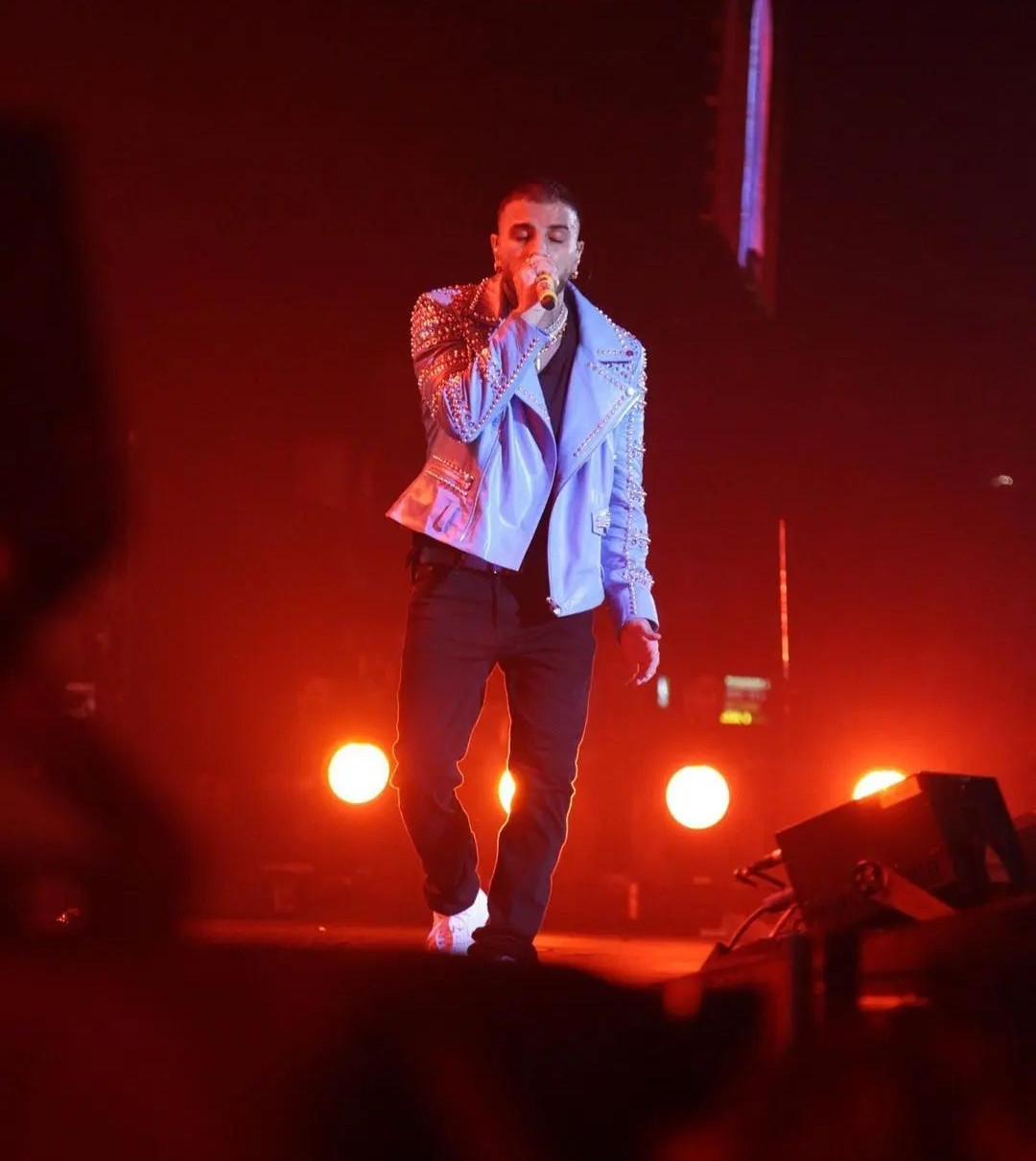
Alejandro actuando en 2022.

A continuación, en febrero de 2022, lanzó su último sencillo con el productor Dímelo Flow con Farruko y la cantante María Becerra «Suelta», poco tiempo después, el 23 de febrero el cantante puertorriqueño sacaría a la luz el tracklist de su nuevo EP Trap Cake, Vol. 2 contando con colaboraciones de Future, Rvssian, Ankhal, Shenseea, Ty Dolla Sign. Éste saldría dos días después con sus nueve canciones, e incluiría diferentes géneros como trap, rap y hip hop.
En mayo del mismo año, participó en el álbum Un verano sin ti de Bad Bunny con el tema «Party». Asimismo, en noviembre lanzó «¿Dime quién?», la canción del género del urbano al de los años 1980 como hard rock y heavy.[cita requerida]
Posteriormente el 11 de noviembre de 2022, sacó el álbum Saturno, que cuenta con un total de dieciocho canciones, contando con colaboraciones de artistas como Baby Rasta, Lyanno, Brray, Arcángel, DJ Playero y Chris Palace.[cita requerida] En diciembre, anunció su gira internacional de 2023, Saturno World Tour.

## Arte
El estilo musical de Rauw Alejandro incluye R&B latino, reguetón, Pop latino rítmico y baladas. Billboard comentó que ha ayudado a «distinguirlo de una clase creciente de reguetoneros de tendencia pop». Fue influenciado desde el principio por Elvis Presley y Michael Jackson, y más tarde por Ricky Martin, Daddy Yankee y Chris Brown. También cita a Ciara como inspiración musical.

## Vida personal
Desde finales de 2019 mantuvo una relación con la cantante española Rosalía, y lo hizo público en septiembre de 2021. Los dos habían trabajado juntos en su álbum de estudio debut, Afrodisíaco, que se lanzó el 13 de noviembre de 2020. En abril de 2023, anunciaron que lanzarían un EP conjunto titulado RR. La pareja anunció su compromiso el 24 de marzo de 2023. No obstante, el 25 de julio de 2023 se anunció en los medios la ruptura de la pareja.

## Discografía
Álbumes de estudio
| Título | Listas | Certificaciones                                           |
| Título | ESP    | Certificaciones                                           |
| --- | ------ | --------------------------------------------------------- |
| Afrodisíaco - Lanzamiento: 13 de noviembre de 2020 - Discográfica: Sony Music Latin - Formato: CD, descarga digital  | 2      | - RIAA: Oro (Latin) - PROMUSICAE: Oro                     |
| Vice Versa - Lanzamiento: 25 de junio de 2021 - Discográfica: Sony Music Latin - Formato: CD, descarga digital       | 1      | - RIAA: Platino (Latin) - ASINCOL: Platino - UNIMPRO: Oro |
| Saturno - Lanzamiento: 11 de noviembre de 2022 - Discográfica: Sony Music Latin - Formato: CD, descarga digital      | 2      |                                                           |
| Playa Saturno - Lanzamiento: 7 de julio de 2023 - Discográfica: Sony Music Latin - Formato: CD, descarga digital     | 4      |                                                           |
| Cosa nuestra - Lanzamiento: 15 de noviembre de 2024 - Discográfica: Sony Music Latin - Formato: CD, descarga digital |        |                                                           |

Mixtapes
- 2016: Punto de equilibrio

EP
- 2019: Trap Cake
- 2022: Trap Cake Vol. 2[40]
- 2023: RЯ

Álbumes en directo
- 2020: Concierto virtual en tiempos de COVID-19 desde el Coliseo de Puerto Rico

### Sencillos

#### Como artista principal
| Título | Año  | Posiciones | Posiciones | Posiciones | Posiciones | Posiciones | Posiciones | Posiciones | Posiciones | Posiciones | Posiciones | Certificaciones | Álbum              |
| Título | Año  | PRI        | ARG        | FRA        | ITA        | MEX        | POR        | SPA        | SWI        | US         | US Latin   | Certificaciones | Álbum              |
| --- | ---- | ---------- | ---------- | ---------- | ---------- | ---------- | ---------- | ---------- | ---------- | ---------- | ---------- | --- | ------------------ |
| «La Oportunidad» | 2017 | —          | —          | —          | —          | —          | —          | —          | —          | —          | —          | | Sencillo sin álbum |
| «Toda» (con Alex Rose, o remix con Alex Rose y Cazzu con Lenny Tavárez y Lyanno)                                                                | 2017 | —          | 12         | —          | —          | —          | —          | 45         | —          | —          | 29         | - RIAA: 6× Platino(Latin) - PROMUSICAE: Oro                                                                                                   | ENR                |
| «T.T.I.» | 2018 | —          | —          | —          | —          | —          | —          | —          | —          | —          | —          | | Sencillo sin álbum |
| «¿Qué Somos?» (con Lyanno y Mathew) | 2018 | —          | —          | —          | —          | —          | —          | —          | —          | —          | —          | | Sencillo sin álbum |
| «Que Le Dé» (con Nicky Jam o remix con Nicky Jam, Brytiago, Justin Quiles & Myke Towers)                                                        | 2019 | —          | 77         | —          | —          | —          | —          | 77         | —          | —          | 42         | - RIAA: 2× Platino (Latin) - AMPROFON: 2× Platinum                                                                                            | Sencillo sin álbum |
| «Mírame» (con Nio García y Lenny Tavárez y remix con Myke Towers, Casper Mágico y Darell)                                                       | 2019 | —          | 43         | —          | —          | —          | —          | 80         | —          | —          | 31         | - RIAA: Platino (Latin) - RIAA: 4× Platino (Latin) (remix)                                                                                    | Now or Never       |
| «El efecto» (junto a Chencho Corleone; remix junto a Chencho Corleone y Kevvo con Bryant Myers, Lyanno y Dalex)                                 | 2019 | 15         | 10         | —          | 22         | —          | —          | 32         | —          | —          | —          | - RIAA: 9× Platino (Latin) - AMPROFON: 4× Platino+Oro - FIMI: Platino - PROMUSICAE: 2× Platino                                                | Sencillo sin álbum |
| «Detective» | 2019 | —          | 96         | —          | —          | —          | —          | —          | —          | —          | —          | | Sencillo sin álbum |
| «Fantasías» (junto a Farruko; remix junto a Anuel AA y Natti Natasha con Farruko y Lunay)                                                       | 2019 | —          | 2          | —          | —          | —          | —          | 4          | —          | —          | 12         | - RIAA: 19× Platino (Latin) - AMPROFON: Diamante+2× Platino - FIMI: Oro - PROMUSICAE: 3× Platino                                              | Sencillo sin álbum |
| «Una Noche» (con Wisin) | 2019 | —          | —          | —          | —          | —          | —          | —          | —          | —          | —          | | Sencillo sin álbum |
| «Dream Girl (Remix)» (con Ir-Sais) | 2019 | —          | 15         | —          | —          | —          | —          | —          | —          | —          | 25         | - RIAA: Diamante (Latin) - AMPROFON: 2× Platino+Oro                                                                                           | Sencillo sin álbum |
| «Tattoo» (solo o remix con Camilo) | 2020 | 1          | 1          | —          | —          | —          | —          | 2          | —          | —          | 71         | - AMPROFON: Diamante+Platino+Oro - PROMUSICAE: 5× Platino                                                                                     | Afrodisíaco        |
| «TBT» (con Sebastián Yatra y Manuel Turizo o remix con Sebastián Yatra y Manuel Turizo con Cosculluela, Lalo Ebratt, Llane & Dalmata)           | 2020 | 1          | 29         | —          | —          | —          | —          | 39         | —          | —          | 16         | - RIAA: 3× Platino(Latin) - PROMUSICAE: Platino                                                                                               | Dharma             |
| «Elegí» (con Dalex y Lenny Tavárez con Dimelo Flow o remix con Dalex y Lenny Tavárez con Farruko, Anuel AA, Sech, Dimelo Flow, y Justin Quiles) | 2020 | —          | 4          | —          | —          | —          | —          | 26         | —          | —          | —          | - RIAA: Platino (Latin) - AMPROFON: Diamante+Oro - PROMUSICAE: Oro                                                                            | Afrodisíaco        |
| «En Tu Cuerpo (Remix)» (con Lyanno y Lenny Tavárez con María Becerra)                                                                           | 2020 | —          | 16         | —          | —          | —          | —          | —          | —          | —          | —          | | El Cambio          |
| «Enchule» | 2020 | —          | 66         | —          | —          | —          | —          | 10         | —          | —          | —          | - AMPROFON: Platino - PROMUSICAE: Platino | Afrodisíaco        |
| «La Nota» (con Manuel Turizo y Myke Towers) | 2020 | 2          | 25         | —          | —          | 1          | 176        | 1          | —          | —          | 5          | - AMPROFON: 2× Platino+Oro - PROMUSICAE: 4× Platino                                                                                           | Dopamina           |
| «Reloj» con Anuel AA) | 2020 | 15         | 11         | —          | —          | —          | —          | 11         | —          | —          | 10         | - AMPROFON: Diamante+2× Platino - PROMUSICAE: 2× Platino                                                                                      | Afrodisíaco        |
| «De Cora <3» (con J Balvin) | 2020 | 9          | 48         | —          | —          | 5          | —          | 18         | —          | —          | 16         | - PROMUSICAE: Platino | Afrodisíaco        |
| «Baila Conmigo» (con Selena Gomez) | 2021 | 3          | 8          | 187        | —          | —          | 52         | 7          | 28         | 74         | 4          | - PROMUSICAE: 2× Platino | Revelación         |
| «Dile a Él» | 2021 | —          | 49         | —          | —          | —          | —          | 59         | —          | —          | 38         | | Afrodisíaco        |
| «2/Catorce» (con Mr. Naisgai) | 2021 | —          | 12         | —          | —          | —          | —          | 12         | —          | —          | 11         | - AMPROFON: 2× Platino - CAPIF: Gold - PROMUSICAE: 2× Platino                                                                                 | Vice Versa         |
| «Vacío» (con Luis Fonsi) | 2021 | 1          | 36         | —          | —          | 22         | —          | 41         | —          | —          | 23         | - PROMUSICAE: Oro | Ley de gravedad    |
| «Aloha» (DJ Luian y Mambo Kingz con Maluma, Rauw Alejandro, Beéle y Darell)                                                                     | 2021 | —          | —          | —          | —          | —          | —          | 11         | —          | —          | 49         | - PROMUSICAE : 2× Platino | Sencillo sin álbum |
| «Tiroteo (remix)» (con Marc Seguí and Pol Granch)                                                                                               | 2021 | —          | 12         | —          | —          | 39         | —          | 4          | —          | —          | —          | - RIAA: Platino (Latin) - AMPROFON: 4× Platino - PROMUSICAE: 5× Platino                                                                       | Sencillo sin álbum |
| «Todo de ti» | 2021 | 1          | 1          | 74         | 42         | 2          | 23         | 1          | 44         | 32         | 2          | - RIAA: 6× Platino (Latin) - AFP: Platino - AMPROFON: Diamante+Oro - CAPIF: Platino - FIMI: Platino - IFPI SWI: Oro - PROMUSICAE: 9× Platinum | Vice Versa         |
| «Sexo Virtual» | 2021 | —          | 96         | —          | —          | —          | —          | 19         | —          | —          | 20         | - AMPROFON: Platino - PROMUSICAE: Platino | Vice Versa         |
| «Cambia el Paso» (con Jennifer Lopez) | 2021 | 6          | —          | —          | —          | —          | —          | 98         | —          | —          | 21         | | Sencillo sin álbum |
| «Cúrame» | 2021 | 9          | 15         | —          | —          | 31         | —          | 3          | —          | —          | 18         | - AMPROFON: Oro - PROMUSICAE: 4× Platino | Vice Versa         |
| «Nostálgico» (con Rvssian y Chris Brown) | 2021 | 4          | 49         | —          | —          | —          | 159        | 3          | 69         | —          | 11         | - RIAA: 5× Platino (Latin) - AMPROFON: Oro - PROMUSICAE: 2× Platino                                                                           | Sencillo sin álbum |
| «Problemón» (con Álvaro Díaz) | 2021 | —          | 79         | —          | —          | —          | —          | 85         | —          | —          | 46         | - RIAA: Platino (Latin) | Felicilandia       |
| «Desesperados» (con Chencho Corleone) | 2021 | —          | 4          | —          | —          | 19         | 81         | 1          | 97         | 91         | 5          | - RIAA: 4× Platino (Latin) - AMPROFON: Platino - PROMUSICAE: 2× Platino                                                                       | Vice Versa         |
| «Caprichoso» | 2022 | —          | —          | —          | —          | —          | —          | 22         | —          | —          | —          | | Trap Cake, Vol. 2  |
| «Gracias por Nada» | 2022 | —          | —          | —          | —          | —          | —          | 84         | —          | —          | 39         | | Trap Cake, Vol. 2  |
| «Te felicito» (con Shakira) | 2022 | 2          | 1          | 53         | —          | 5          | —          | 3          | 71         | 67         | 10         | - RIAA: 4× Platino (Latin) - IFPI SWI: Oro - PROMUSICAE: 3× Platino                                                                           | TBA                |
| «Lokera» (con Lyanno y Brray) | 2022 | —          | 74         | —          | —          | —          | —          | 13         | —          | 99         | 14         | - RIAA: 4× Platino (Latin) - PROMUSICAE: Platino                                                                                              | Saturno            |
| «Party» (con Bad Bunny) | 2022 | —          | 33         | —          | —          | 3          | —          | 7          | —          | 14         | 4          | - PROMUSICAE: Platino | Un verano sin ti   |
| «Punto 40» (con Baby Rasta) | 2022 | —          | 57         | —          | —          | —          | —          | 5          | —          | —          | 11         | - RIAA: Platino (Latin) - PROMUSICAE: Oro | Saturno            |
| «Dime Quién????» | 2022 | —          | —          | —          | —          | —          | —          | 80         | —          | —          | —          | | Saturno            |
| «Lejos del Cielo» | 2022 | —          | —          | —          | —          | —          | —          | 26         | —          | —          | —          | | Saturno            |
| «Panties y brasieres» (con Daddy Yankee) | 2023 | —          | —          | —          | —          | —          | —          | 24         | —          | —          | —          | - RIAA: Platino (Latin) - PROMUSICAE: Platino                                                                                                 | Saturno            |
| «Tamo en nota» (con Ángel Dior) | 2023 | —          | —          | —          | —          | —          | —          | 20         | —          | —          | —          | - PROMUSICAE: Oro | Sencillo sin álbum |
| «Beso» (con Rosalía) | 2023 | 14         | 11         | 7          | 23         | 20         | —          | 1          | 3          | 52         | 4          | - IFPI SWI: Oro - PROMUSICAE: 2x Platino | RЯ                 |
| «Rauw Alejandro: Bzrp Music Sessions, Vol. 56» (con Bizarrap)                                                                                   | 2023 | —          | 10         | —          | —          | —          | —          | 1          | —          | —          | 36         | | Sencillo sin álbum |
| «Baby, Hello» (con Bizarrap) | 2023 | —          | 31         | —          | —          | —          | —          | 2          | —          | —          | —          | | Playa Saturno      |
| «Si te pegas» (con Miguel Bosé) | 2023 | —          | —          | —          | —          | —          | —          | —          | —          | —          | —          | | Playa Saturno      |
| «Diluvio» | 2023 | —          | —          | —          | —          | —          | —          | —          | —          | —          | —          | | Playa Saturno      |
| «—» indica que el sencillo no fue lanzado o no se posicionó en ese territorio.                                                                  |      |            |            |            |            |            |            |            |            |            |            | |                    |

#### Como artista invitado
| «Luz Apaga» (Ozuna con Lunay, Rauw Alejandro, y Lyanno)                                                                    | 2018 | —  | 63 | —  | 50 | 26 | - PROMUSICAE: Oro                         | Sencillo sin álbum                                     |
| «Cuerpo en Venta» (Noriel con Myke Towers, Rauw Alejandro, y Almighty)                                                     | 2019 | —  | —  | —  | 34 | —  | - PROMUSICAE: Oro                         | Sencillo sin álbum                                     |
| «Tequila Sunrise» (Cali y El Dandee con Rauw Alejandro)                                                                    | 2019 | —  | —  | —  | —  | —  | - RIAA: Oro (Latin)                       | Colegio                                                |
| «Suave (Remix)» (Jey Blessing con Rauw Alejandro y Los Fantastikos)                                                        | 2019 | —  | —  | —  | 81 | —  |                                           | Sencillo sin álbum                                     |
| «Nada» (con Cazzu y Lyanno con Dalex)                                                                                      | 2019 | —  | —  | —  | —  | —  |                                           | Error 93                                               |
| «Infiel» (Eix con Brytiago, Rauw Alejandro, y Los Fantastikos o remix con Eix y Noriel con KEVVO, Brytiago, y Jay Wheeler) | 2019 | —  | —  | —  | —  | —  | - RIAA: Platino (Latin)                   | Yo Soy Eix                                             |
| «4 besos» (con Lola Índigo and Lalo Ebratt)                                                                                | 2020 | —  | —  | —  | 7  | —  | - PROMUSICAE: 2× Platinum                 | La niña                                                |
| «La Cama (remix)» (con Lunay, Myke Towers, Ozuna y Chencho Corleone)                                                       | 2020 | —  | —  | —  | 16 | —  | - PROMUSICAE: Oro                         | Está de Moda, Noche de Travesuras y Si Te Dejas Llevar |
| «Cositas» (Brytiago con Rauw Alejandro)                                                                                    | 2020 | —  | —  | —  | —  | —  | - RIAA: Oro (Latin)                       | Orgánico                                               |
| «Dembow 2020» (Yandel con Rauw Alejandro)                                                                                  | 2020 | —  | —  | —  | 35 | 49 | - RIAA: Platino (Latin) - PROMUSICAE: Oro | Quien contra mí 2                                      |
| «Estadia» (Omy De Oro con Rauw Alejandro)                                                                                  | 2020 | 2  | —  | —  | —  | —  | - RIAA: Platino (Latin)                   | El Rey del Punchline                                   |
| «Fantasía Sexual» (Lunay, Brytiago y Revol con Rauw Aljeandro y Myke Towers)                                               | 2021 | —  | —  | —  | 27 | —  |                                           | Sencillo sin álbum                                     |
| «Me Fijé» (Alex Rose con Rauw Alejandro)                                                                                   | 2021 | —  | 84 | —  | 7  | —  | - PROMUSICAE: 2× Platino                  | ENR                                                    |
| «Poderosa» (Lyanno con Rauw Alejandro)                                                                                     | 2021 | 13 | —  | —  | 84 | —  |                                           | El Cambio                                              |
| «Una Más» (con Tainy y Yandel)                                                                                             | 2021 | —  | —  | —  | —  | —  | - RIAA: Platino (Latin)                   | Dynasty                                                |
| «Loquita» (Reik con Rauw Aljeandro)                                                                                        | 2021 | —  | —  | —  | —  | —  |                                           | Sencillo sin álbum                                     |
| «Sabe» (Nicki Nicole con Rauw Aljeandro)                                                                                   | 2021 | 11 | 19 | 14 | 28 | —  | - RIAA: Oro (Latin) - PROMUSICAE: Oro     | Parte de mí                                            |
| «Agua» (Daddy Yankee con Rauw Alejandro y Nile Rodgers)                                                                    | 2022 | —  | —  | —  | 52 | 21 |                                           | Legendaddy                                             |
| «Loco por Perrearte» (Remix) (De La Ghetto con Rauw Aljeandro)                                                             | 2022 | —  | —  | —  | —  | 44 |                                           | Sencillo sin álbum                                     |
| «—» indica que el sencillo no fue lanzado o no se posicionó en ese territorio.                                             |      |    |    |    |    |    |                                           |                                                        |

## Filmografía
- Sky Rojo (2023)[61][62]
- La firma (2023)[63]

## Giras musicales
- Fantasías Tour (2020)
- Rauw Alejandro World Tour (2021)
- Vice Versa Tour (2022)
- Saturno World Tour (2023)
- Cosa Nuestra World Tour (2025)

## Premios y nominaciones
| Año  | Premio             | Categoría                          | Nominados              | Resultado | Referencia |
| ---- | ------------------ | ---------------------------------- | ---------------------- | --------- | ---------- |
| 2025 | Premios Lo Nuestro | Artista masculino del año - urbano | El mismo               | Nominado  | [ 64 ]     |
| 2025 | Premios Lo Nuestro | Canción del año -urbano            | «La nena» (con Lyanno) | Nominada  | [ 64 ]     |
| 2025 | Premios Lo Nuestro | Canción del año - pop-urbano       | «Touching The Sky»     | Nominada  | [ 64 ]     |
| 2025 | Premios Lo Nuestro | Canción del año – pop-urbano/dance | «Touching The Sky»     | Ganadora  | [ 64 ]     |